# Memento mori

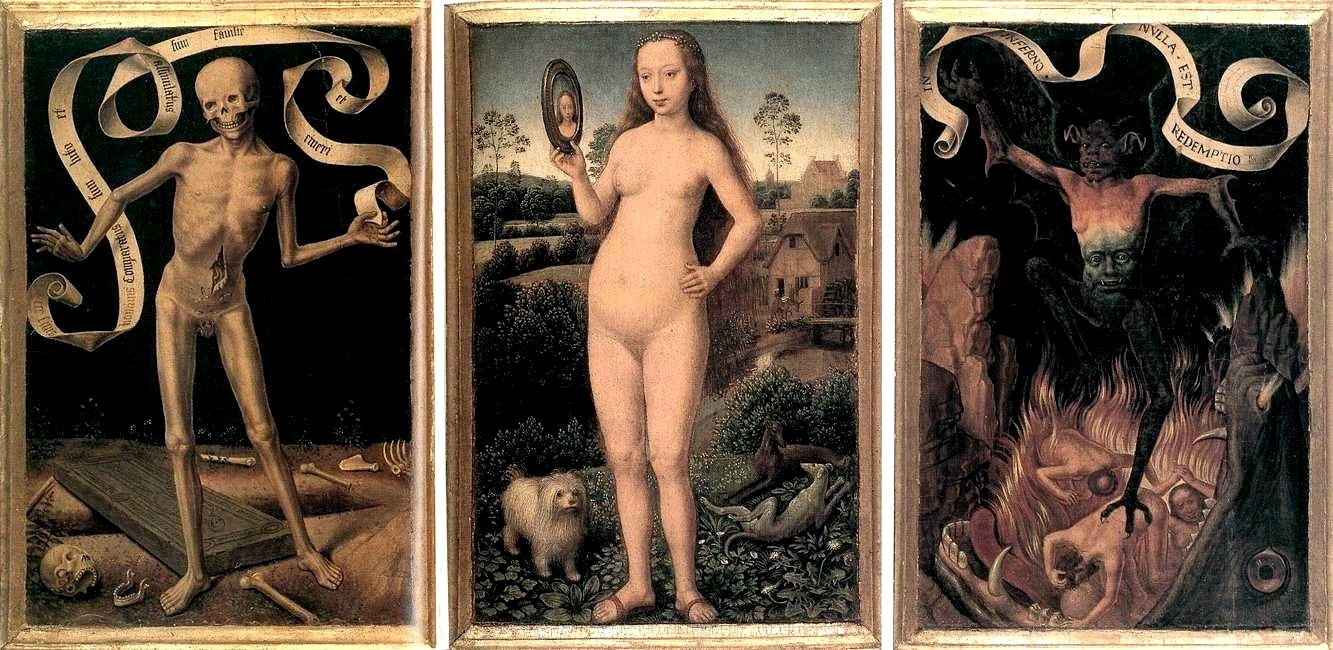
Hư vô ở cõi trần gian và ơn cứu rỗi của Chúa Trời - tranh của Hans Memling

Memento mori là một câu thành ngữ, tiếng Latin có nghĩa là "Hãy nhớ rằng ngươi sẽ phải chết", là một lời nhắc nhở mang tính nghệ thuật hoặc biểu tượng về việc không thể tránh khỏi cái chết. Khái niệm này phát triển theo sự phổ biến của Kitô giáo với Thiên đường, Địa ngục và sự cứu rỗi cho linh hồn ở cõi trời.
Tương tự như carpe diem, hình ảnh liên quan đến memento mori chia sẻ cùng một mục tiêu: nhắc nhở công chúng về cái chết của chính họ.

## Bối cảnh
Thời La Mã cổ đại, câu này được nói trong buổi lễ long trọng đón những người chiến thắng trở về. Ngồi sau lưng vị tướng thắng trận trở về là một nô lệ có nhiệm vụ thường xuyên nhắc cho người chiến thắng biết rằng dù vinh quang có lên đến tận mây xanh thì cũng đừng quên rằng anh là con người và anh sẽ phải chết.
Có thể câu danh ngôn này xuất phát từ câu Respice post te! Hominem te memento! (Hãy nhìn lại phía sau! Hãy nhớ rằng bạn là con người!) của Tertullian trong tác phẩm Apologeticus.

## Biểu tượng
Biểu tượng lặp lại liên quan đến trong memento moris được tạo ra lần đầu vào thời Trung Đại. Có lẽ nổi bật và dễ nhận biết nhất với công chúng thời đương đại là biểu tượng về đồng hồ cát, đầu lâu, thần chết cùng cây lưỡi hái, những xác chết đang phân hủy và xương. Mặc dù công chúng thời đương đại có thể giải thích về biểu tượng khác với những thế kỷ trước thì những tác phẩm trong chủ đề này cho thấy rằng memento mori đã ăn sâu vào văn hóa phương Tây như một lời nhắc nhở về sự chóng tàn của đời sống con người.